# Bulusan
Bulusan é um município de  quarta classe de renda municipal (d) na província Sorsogon, nas Filipinas. De acordo com o censo de 1 de maio  de  2020 possui uma população de 23 932 pessoas e 5 747 domicílios.